# Pocatello
Pocatello er en amerikansk by og admistrativt centrum i det amerikanske county Bannock County i staten Idaho. I 2000 havde byen et indbyggertal på 51.466.

## Ekstern henvisning
- Pocatellos hjemmeside (engelsk)

42°51′44″N 112°27′02″V / 42.8622°N 112.4506°V